# Yasmin Le Bon

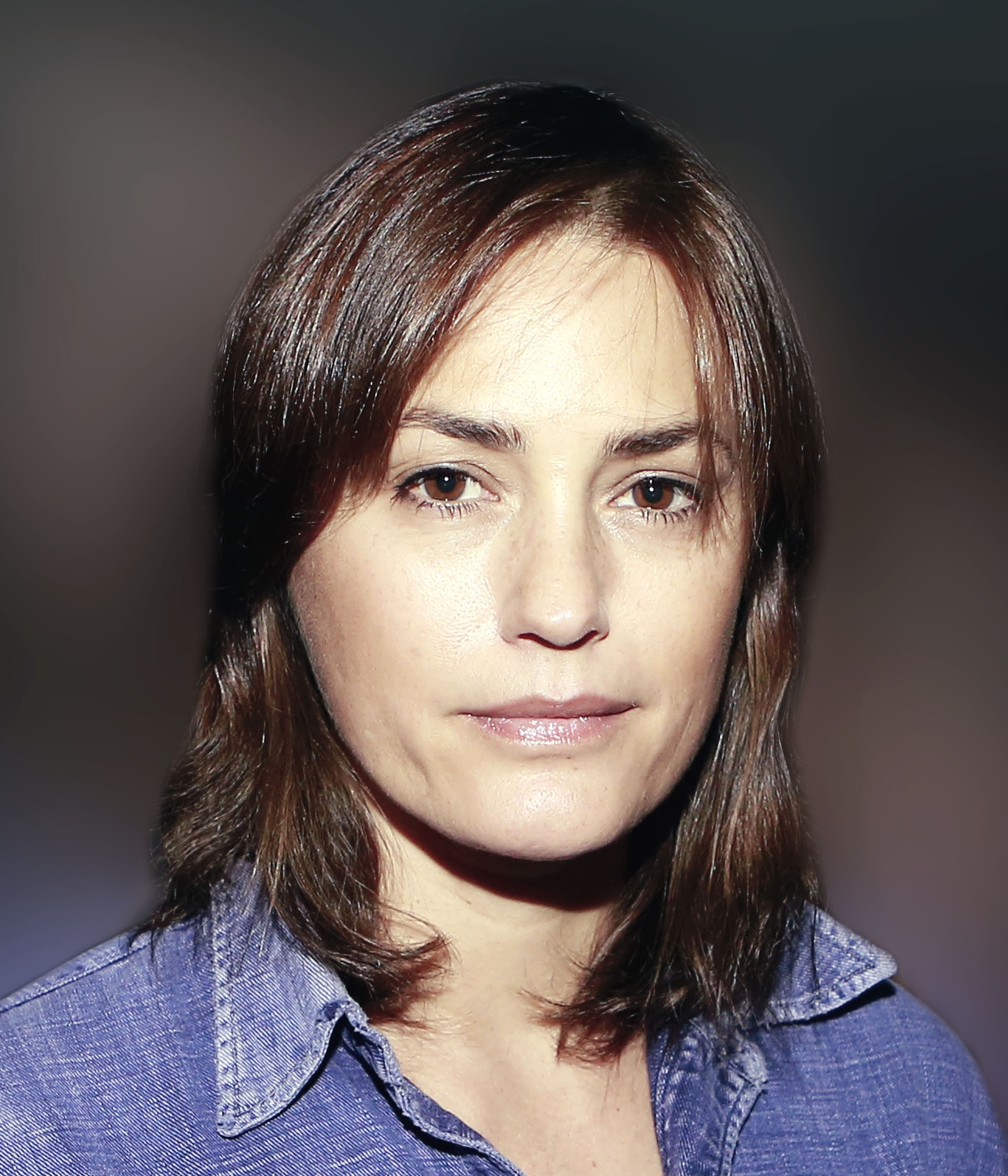
Yasmin Le Bon (2015)

Yasmin Le Bon (* 29. Oktober 1964 als Yasmin Parvaneh in Oxford, England) ist ein britisches Model und Modedesignerin. In den 1980er und 1990er Jahren zählte sie zu den bestbezahlten Models der Modebranche.

## Werdegang

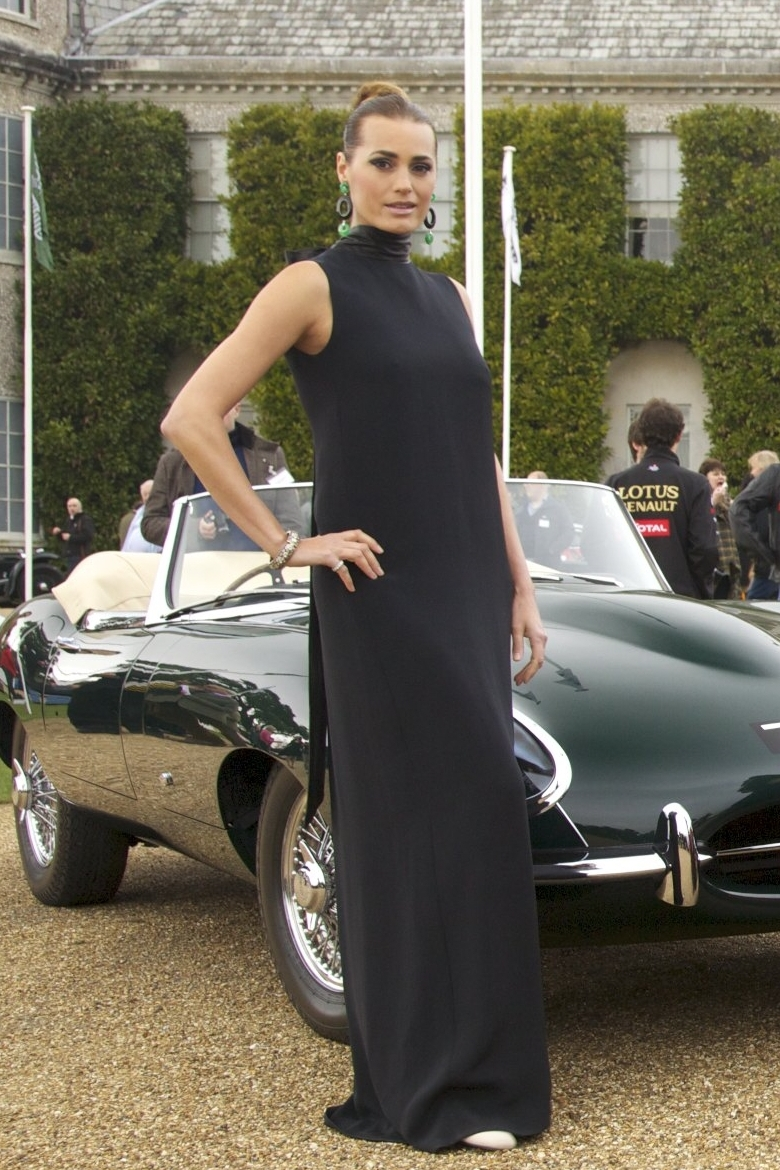
Yasmin Le Bon (2011)

Yasmin Le Bon ist die zweite Tochter des Ehepaares Patricia und Iradj Parvaneh, einer Britin und einem Iraner. Das Paar hat noch eine weitere Tochter mit Namen Nedreh, die rund vier Jahre älter als Yasmin Le Bon ist. Ihre Mutter arbeitete als Schaufensterdekorateurin in einem Kaufhaus, ihr Vater war als Fotograf tätig. Beide Elternteile sind mittlerweile gestorben.
Während ihres Schulbesuchs arbeitete Le Bon zunächst in einer Modeboutique. Dort wurde sie im Alter von 17 Jahren als Model entdeckt und arbeitete für eine lokale Agentur. Etwa ein Jahr später ging sie nach ihrem Schulabschluss nach London, wo sie von der Agentur Models 1 unter Vertrag genommen wurde. Wenige Jahre später gelang ihr der Durchbruch. 1985 war sie Covergirl der ersten britischen und US-amerikanischen Ausgaben des Modemagazins Elle. 1987 posierte sie für das Jeanslabel Guess auf Werbeplakaten und stellte eine neue Jacke von Denim vor. Sie wurde das Kampagnen-Gesicht renommierter Marken wie Calvin Klein, Chanel, Christian Dior, Karl Lagerfeld, Ralph Lauren und Valentino.
Sie zählte zu dieser Zeit neben Claudia Schiffer, Naomi Campbell und Linda Evangelista zu einem der gefragtesten Mannequins der Modebranche. Im Lauf ihrer Karriere war sie auf über 300 Covern verschiedener Modemagazine abgebildet, darunter Cosmopolitan, Harper’s Bazaar, Marie Claire und Vogue. Als Model vertrat sie auch Ann Taylor, Avon, Banana Republic, Bergdorf Goodman, Biotherm, Bloomingdale’s, Escada, Gianfranco Ferré, Versace und Victoria’s Secret. Zu ihren bevorzugten Partnern zählten die Fotografen Peter Lindbergh, der seit 1984 Aufnahmen von ihr machte, Arthur Elgort, der sie wiederholt für Vogue ablichtete, und der Designer Azzedine Alaïa, für den sie regelmäßig Fashion-Mode vorführte.
1992 nahm Yasmin Le Bon auf Anfrage des britischen Musikers Sting an der Rhythm Of Life Fashion Charity Gala im Londoner Grosvenor Hotel teil. Der Zweck der Veranstaltung war Geld für eine Regenwald-Stiftung einzusammeln. An der Gala beteiligten sich weitere namhafte Persönlichkeiten wie Kylie Minogue, Claudia Schiffer und Naomi Campbell. 1993 war sie Hauptdarstellerin im Video zu dem Song Who Is It von Michael Jackson. 2011 wirkte sie neben Naomi Campbell, Helena Christensen, Eva Herzigová und Cindy Crawford im Remake des Videoclips Girl Panic von Duran Duran mit. 2013 nahm sie für die Automarke Jaguar an dem bekannten Autorennen Mille Miglia in Italien teil. Ihr Partner war der ebenfalls in der Modebranche tätige David Gandy.
2009 entwarf Le Bon zusammen mit dem britischen Handelsunternehmen Wallis ihre erste Kleidungs- und Schmuckkollektion YLB. Seitdem veröffentlichte sie immer wieder für bekannte Marken Kollektionen, darunter auch für die britische Marke Winser London. 2019 lieferte Le Bon eine Fotostrecke für die Zeitschrift Madame und war auch auf der Titelseite abgebildet.

## Privatleben
1984 lernte Yasmin Le Bon über einen gemeinsamen Bekannten Simon Le Bon kennen, den Sänger der Pop-Gruppe Duran Duran. Später wurden sie ein Paar und heirateten schließlich 1985. Gemeinsam haben sie drei Kinder: Amber Le Bon (* 1989), Saffron Le Bon (* 1991) und Tallulah Le Bon (* 1994). Amber Le Bon arbeitet ebenfalls als Model. Die Eheleute Le Bon leben heute südwestlich von London.